# Cristoforo Nicelli

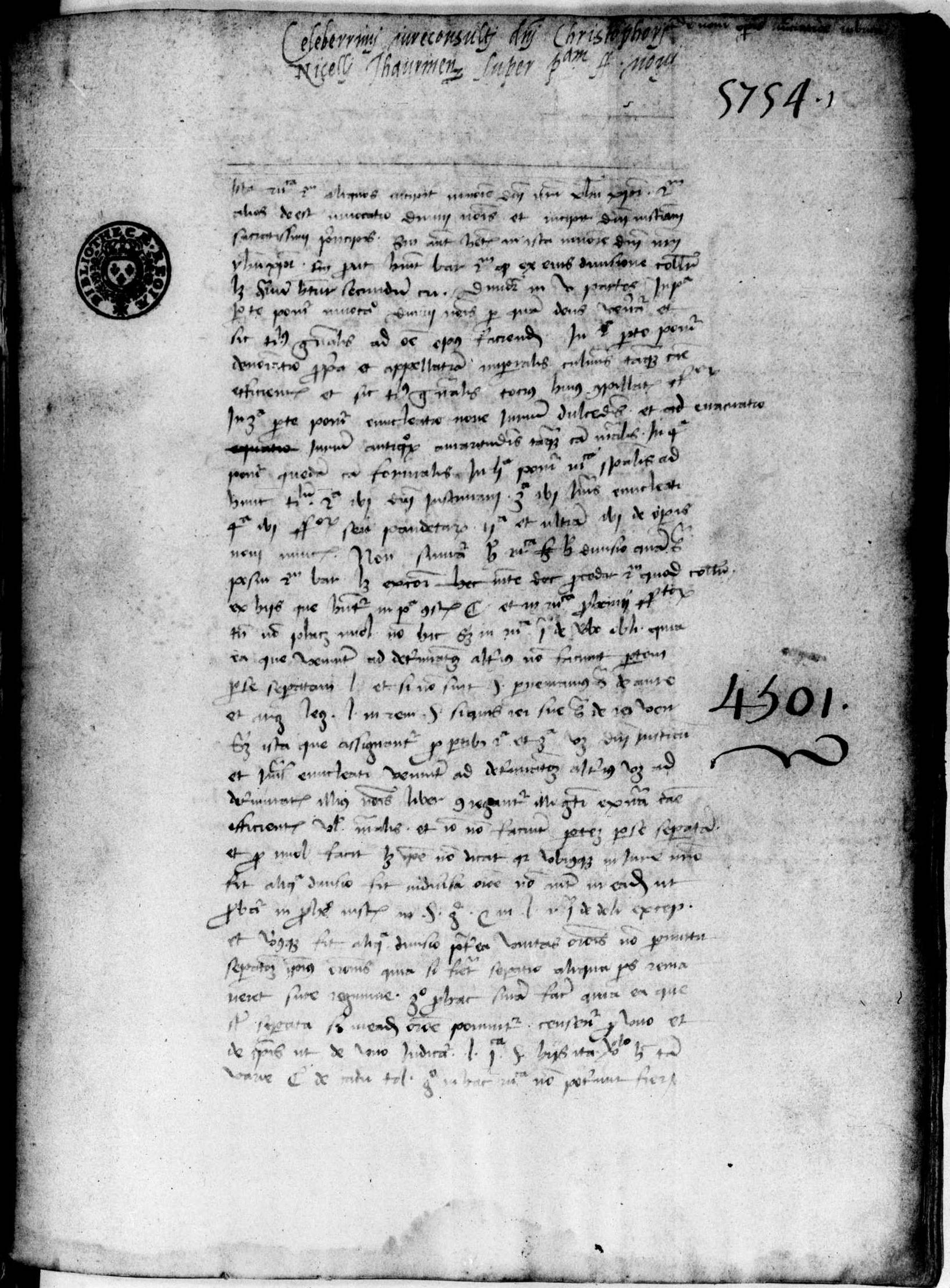
Lectura Digesti novi (pars I) et Lectura Infortiati (pars I), manoscritto, XVI secolo, Paris, Biblioteca nazionale di Francia, Fonds latin, Lat. 4501.

Cristoforo Nicelli (Piacenza, 1389 circa – Torino, 26 settembre 1482) è stato un giurista italiano del XV secolo.

## Biografia

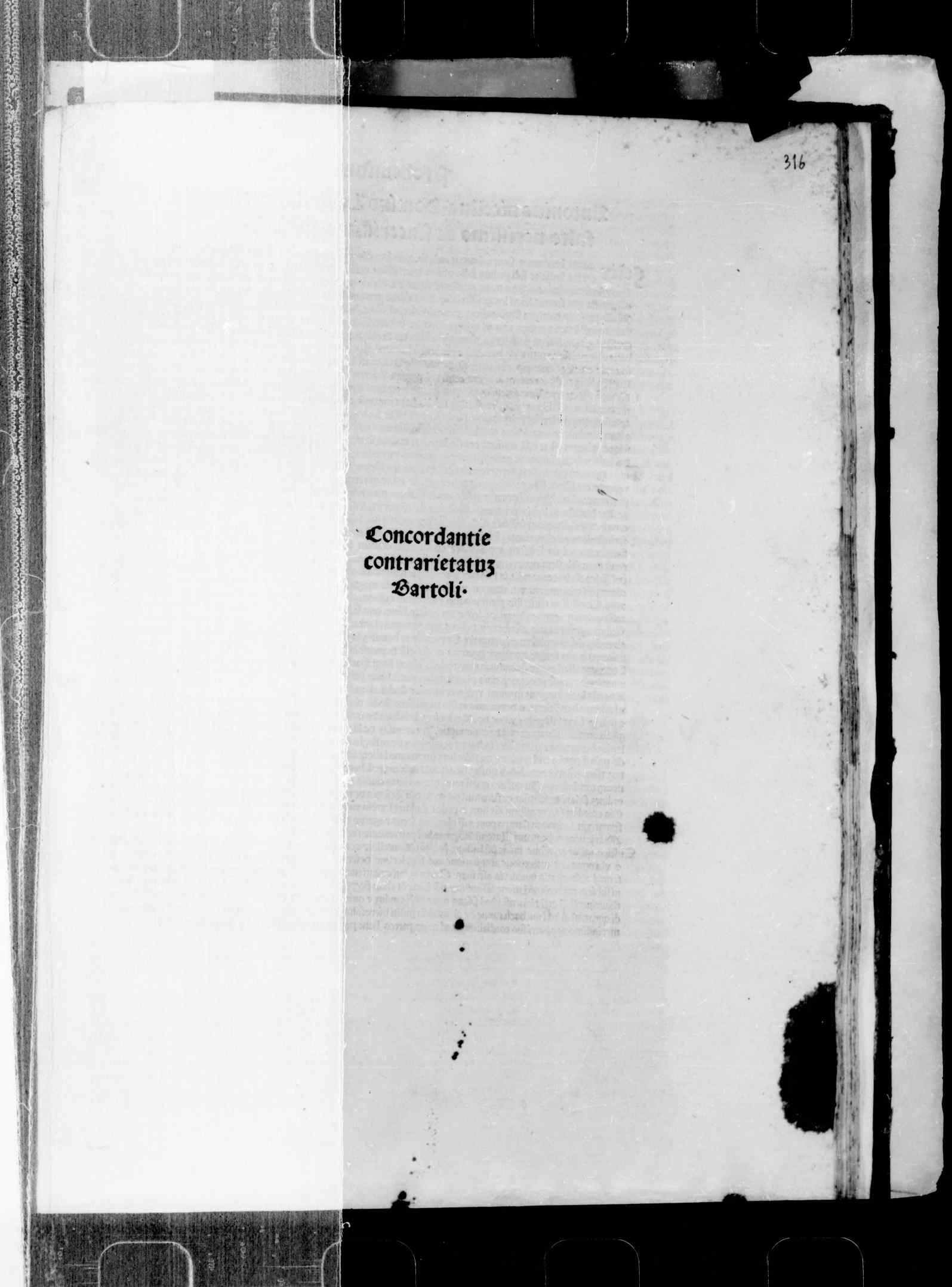
Concordantie contrarietatum Bartoli, 1495

Nacque intorno al 1389 a Piacenza, figlio di Pietro Nicelli, nobile e a sua volta docente di diritto nella locale università.
Studiò all'Università di Pavia, dove nel 1428 ottenne la licenza e nel 1432 il dottorato in diritto civile. Nel 1435 entrò nel collegio dei dottori e giudici di Piacenza. Svolse incarichi pubblici via via di maggiore prestigio e arbitrati, contemporaneamente svolgendo attività accademica all'Università di Torino per circa 50 anni, fino al 1480 circa.
La sua fama è legato soprattutto alle sue Concordantie contrarietatum Bartoli, compilate dal figlio Antonio (a sua volta giurista) e più volte ristampate.
Morì nel 1482 a Torino, a 93 anni, venendo inumato nella chiesa di San Francesco d'Assisi.

## Opere
- (LA) Concordantie contrarietatum Bartoli, Pavia, Giovanni Andrea Bosco, 1495.

### Manoscritti
- Lectura Digesti novi (pars I) et Lectura Infortiati (pars I), XVI secolo, Paris, Biblioteca nazionale di Francia, Fonds latin, Lat. 4501.